# Гіброн (Техас)
Гіброн (англ. Hebron) — місто (англ. town) в США, в округах Дентон і Коллін штату Техас. Населення — 803 особи (2020).

## Географія
Гіброн розташований за координатами 33°2′51″ пн. ш. 96°53′12″ зх. д. / 33.04750° пн. ш. 96.88667° зх. д. (33.047394, -96.886703).  За даними Бюро перепису населення США в 2010 році місто мало площу 3,36 км², з яких 3,33 км² — суходіл та 0,02 км² — водойми. В 2017 році площа становила 2,52 км², з яких 2,50 км² — суходіл та 0,02 км² — водойми.

## Демографія
Згідно з переписом 2010 року, у місті мешкало 415 осіб у 137 домогосподарствах у складі 115 родин. Густота населення становила 124 особи/км².  Було 147 помешкань (44/км²).
Расовий склад населення:
| - 74,0 % — білих - 12,8 % — азіатів - 5,8 % — чорних або афроамериканців - 0,2 % — корінних американців - 7,2 % — осіб інших рас |

До двох чи більше рас належало 0,0 %. Частка іспаномовних становила 14,9 % від усіх жителів.
За віковим діапазоном населення розподілялося таким чином: 31,1 % — особи молодші 18 років, 59,7 % — особи у віці 18—64 років, 9,2 % — особи у віці 65 років та старші. Медіана віку мешканця становила 41,1 року. На 100 осіб жіночої статі у місті припадало 95,8 чоловіків;  на 100 жінок у віці від 18 років та старших — 101,4 чоловіків також старших 18 років.
Середній дохід на одне домашнє господарство  становив 155 628 доларів США (медіана — 144 688), а середній дохід на одну сім'ю — 164 180 доларів (медіана — 148 438). Медіана доходів становила 95 833 долари для чоловіків та 75 250 доларів для жінок. За межею бідності перебувало 1,1 % осіб, у тому числі 0,0 % дітей у віці до 18 років та 10,8 % осіб у віці 65 років та старших.
Цивільне працевлаштоване населення становило 244 особи. Основні галузі зайнятості: науковці, спеціалісти, менеджери — 20,9 %, фінанси, страхування та нерухомість — 15,6 %, освіта, охорона здоров'я та соціальна допомога — 12,7 %.